# Poirot karácsonya
A Poirot karácsonya (Hercule Poirot's Christmas) Agatha Christie angol krimiírónő 1938-ban megjelent regénye, melyet először a William Collins Sons and Company Ltd. a Collins Crime Club sorozatában adott ki 1938. december 19-én (1939-es dátummal). Az Amerikai Egyesült Államokban a Dodd Mead and Company 1939-ben Murder for Christmas (Gyilkosság karácsonyra), majd 1947-ben A Holiday Murder (Szünidei gyilkosság) címmel publikálta.
Magyarországon először Valaki csenget… címen a Palladis Kiadó Pengős regények sorozatában jelent meg Kosáryné Réz Lola fordításában 1939-ben, majd a Magvető Könyvkiadó is kiadta 1975-ben, Csanády Katalin fordításában.

## Történet
|  | Alább a cselekmény részletei következnek! |

Simeon Lee, az öreg gyémánt milliomos meghívja hatalmas házába családját, hogy töltsék együtt a karácsonyt Gorston Hallban. Mindenki megdöbbenésére betoppan a házba a család fekete báránya, valamint megérkezett Spanyolországból a milliomos egyetlen unokája, akiknek érkezését a családfő eltitkolta fiai előtt, s egyenesen Dél-Afrikából meglátogatja Mr. Lee egykori társának a fia is. Szenteste napján, mikor éppen ügyvédével folytat telefonbeszélgetést végrendelete megváltoztatása ügyében, szobájába hívatja szeretteit, s csak azért, hogy örömöt szerezzen magának, egymásnak uszítja családját. Vacsora után azonban hatalmas hangzavar és hörgő fuldoklás hallatszik az emeletről. Mindannyian felrohannak, de Mr. Lee szobájának ajtaját belülről bezárták, ezért kénytelenek betörni az ajtót. Szörnyű látvány fogadja őket: az idős úr elvágott torokkal, nagy vértócsában fekszik a felforgatott szoba padlóján. Szerencsére éppen a megye rendőrfőnökénél vendégeskedik Hercule Poirot is, aki saját módszereit követve próbál fényt deríteni arra, vajon a házban vendégeskedők közül valaki követte-e el a bűntettet, vagy egy kívülálló keze van-e a dologban?
|  | Itt a vége a cselekmény részletezésének! |

## Magyarul
- Valaki csenget... Regény; ford. Kosáryné Réz Lola; Palladis, Bp., 1939 (1 pengős regények)
- Poirot karácsonya; ford. Csanády Katalin; Magvető, Bp., 1975 (Albatrosz könyvek)
- Hercule Poirot karácsonya; ford. Gálvölgyi Judit; Európa, Bp., 2012 (Európa krimi)
- Karácsonyi krimik / Hercule Poirot karácsonya / Karácsonyi kaland / A karácsonyi puding esete / Karácsonyi tragédia; Európa, Bp., 2016

## Szereplők
- Hercule Poirot, belga magándetektív
- Simeon Lee, gyémánt milliomos
- Alfred Lee, Simeon fia
- Lydia Lee, Alfred felesége
- George Lee, Simeon fia, Westeringham országgyűlési képviselője
- Magdalene Lee, George felesége
- David Lee, Simeon fia
- Hilda Lee, David felesége
- Henry (Harry) Lee, Simeon fia
- Pilar Estravados, Simeon unokája
- Stephen Farr, Simeon egykori társának fia
- Johnson ezredes, Middleshire rendőrfőnöke
- Sugden főfelügyelő, a nyomozó rendőrtiszt
- Sydney Horbury, Simeon belső inasa és gondozója
- Edward Tressilian, a Lee család kormornyikja

## Érdekességek
- Az ABC-gyilkosságokhoz hasonlóan, ennek az ajánlását is sógorához, James Wattshoz írta, s „minden kétséget kizáróan gyilkosság”-ot ígért.
- A könyv mottójául szolgáló idézet Shakespeare Macbeth-jének V. felvonásából való, melyek Lady Macbeth szájából hangzanak el: „De ki hitte volna, hogy az öregemberben még annyi vér van?” (Szabó Lőrinc fordítása). 1968-as krimijének, a Balhüvelykem bizsereg… című könyvnek címe szintén ebből a drámából, a IV. felvonásból való.

## Feldolgozás
A regényből a népszerű Agatha Christie: Poirot sorozat epizódjaként 1994-ben forgattak TV filmet, Edward Bennett rendezésében és David Suchet főszereplésével. A filmet 1995. január 1-jén mutatták be az Egyesült Királyságban. A feldolgozás kissé eltér a könyvben foglaltattaktól, ugyanis kihagyták Johnson ezredest, helyére James Japp főfelügyelőt írták be a történetbe, valamint Stephen Farrt is mellőzték, és míg a könyvben Pilar Estrevados érzelmileg hozzá kötődik, addig a filmben Harry Leehez fűződik a szerelmi szál.
| Szereplő               | Színész          | Magyar hang                        | Magyar hang                         |
| Szereplő               | Színész          | 1. magyar szinkron (Duna TV, 1997) | 2. magyar szinkron (Hallmark, 2002) |
| ---------------------- | ---------------- | ---------------------------------- | ----------------------------------- |
| Hercule Poirot         | David Suchet     | Szersén Gyula                      | Balázs Péter                        |
| James Japp főfelügyelő | Philip Jackson   | Ujlaki Dénes                       | Melis Gábor                         |
| Sugden főfelügyelő     | Mark Tandy       | Wohlmuth István                    | Czvetkó Sándor                      |
| Simeon Lee             | Vernon Dobtcheff | Kenderesi Tibor                    | Dobránszky Zoltán                   |
| Alfred Lee             | Simon Roberts    | Bácskai János                      | Rubold Ödön                         |
| Lydia Lee              | Catherine Rabett | Szirtes Ági                        | Götz Anna                           |
| George Lee             | Eric Carte       | Koncz István                       | Németh Gábor                        |
| Magdalene Lee          | Andree Bernard   | Rácz Kati                          | Frajt Edit                          |
| Harry Lee              | Brian Gwaspari   | Áron László                        | Kőszegi Ákos                        |
| Pilar Estravados       | Sasha Behar      | Simorjay Emese                     | Németh Kriszta                      |
| Stella                 | Olga Lowe        | Lázár Kati                         | Bessenyei Emma                      |
| Horbury                | Ayub Khan-Din    | ?                                  | Beratin Gábor                       |
| Tressilian             | John Horsley     | Szoó György                        | Versényi László                     |
| Fiatal Simeon          | Scott Handy      | ?                                  | ifj. Morassi László                 |
| Fiatal Stella          | Liese Benjamin   | ?                                  | Juhász Judit                        |